# Ардуино да Пьяченца
Ардуино да Пьяченца (Can. Reg. Of S. Frediano Of Lucca Ardoino, также известный как Ardoino da Picenza) — католический церковный деятель XII века.
Был каноником церкви Сан-Антонио в Пьяченце, затем архидьяконом в кафедральном соборе там же.
На консистории 22 сентября 1178 года стал кардиналом-священником церкви Санта-Кроче-ин-Джерусалемме
Участвовал в выборах папы Луция III (1181).
Написал De Deo immortali.